# ألان ماكراكين
ألان ماكراكين (بالإنجليزية: Allan McCracken)‏ هو مهندس معماري أسترالي، ولد في 13 أبريل 1889 في إسندون ‏ في أستراليا، وتوفي في 28 يونيو 1967 في Malvern, Victoria ‏ في أستراليا.

## وصلات خارجية
- ألان ماكراكين على موقع AustralianFootball.com (الإنجليزية)
- ألان ماكراكين على موقع AFLtables.com (الإنجليزية)